# ルドヴィコ・フェラーリ
ルドヴィコ・フェラーリ（Ludovico Ferrari, 1522年2月2日-1565年10月5日）は、イタリアの数学者である。ロドヴィコ、フェルラーリ、フェルラリ、フェラリとも。
14歳の時に数学者ジェロラモ・カルダーノの家で召使いとして働き始めたが、その才能を認められカルダーノから数学の教えを受け、研究の手伝いをするようになった。26歳のフェラーリについて、日本の数学者である森毅は「やさしい声ときよらな面、しかし神の才と悪魔の心をもった青年」と評している。
「解法を公表しない」との誓いの元でニコロ・フォンタナ・タルタリアから解法を得たカルダーノは、弟子のフェラーリと共に一般的な三次方程式の解法等の研究に取り組んだ。この研究の過程で、フェラーリは四次方程式の解法を発見した。後にカルダーノは『アルス・マグナ』という数学書を出版し、この本の中でフェラーリの四次方程式の解法についても記している。「解法を公表しない」との誓いを破られたタルタリアは激怒し、カルダーノのことを非難するようになる。ここでカルダーノの弟子であるフェラーリは「自分もその場にいたがそのような誓いは立てていない」と主張しているが、真相は定かでない。タルターリアはカルダーノとの論争を望んだが、カルダーノはタルタリアの誘いには乗らず、以降タルタリアとフェラーリの論争が続いていくことになる。1548年、タルタリアとフェラーリが数学の公開討論を行うことになり、互いに31問ずつの問題を出し合った。この討論試合の詳細は明らかになっていない。フェラーリの勝利に終わったという説が有力である。この討論試合の後フェラーリの名声は高まり、各方面から仕事の依頼が来るようになった。皇帝の息子の家庭教師の依頼もあった。
1565年、ボローニャ大学教授につくが、同年に姉によりヒ素で毒殺されたとされている。